# Маккарти, Шона
Шона Маккарти (англ. Shawna McCarthy; род. 3 февраля 1954) — американский редактор научной фантастики и фэнтези и литературный агент.

## Карьера
В 1983 — 1985 годах Шона Маккарти работала редактором журнала «Asimov’s Science Fiction». В 1985 году ее сменил Гарднер Дозуа. Во время работы в журнале под ее редакцией вышли четыре антологии Isaac Asimov's Wonders of the World, 1982; Isaac Asimov's Aliens & Outworlders, 1983; Isaac Asimov's Space of Her Own, 1984; и Isaac Asimov's Fantasy!, 1985. Получила премию «Хьюго» лучшему профессиональному редактору; в общем номинировалась на неё трижды..
С 1985 по 1988 года работала редактором в издательстве Bantam Books. Вместе с Лу Ароника стала координатором первых двух томов антологии «Full Spectrum». Оставив Bantam Books, она начала работать литературным агентом, сначала со Скоттом Мередит, потом со Сковолом Чичаком Галеном, а впоследствии как независимый агент. Кроме того, она была редактором фантастического журнала "Realms of Fantasy" с начала его основания в 1994 году до его закрытия после октябрьского выпуска 2011 года.